# Zentrales Staatsanwaltschaftliches Verfahrensregister
Das Zentrale Staatsanwaltschaftliche Verfahrensregister (ZStV) ist eine Datenbank der in Deutschland anhängigen und abgeschlossenen Ermittlungsverfahren. Das Register wurde seit Anfang 1999 bei der Dienststelle Bundeszentralregister des Generalbundesanwalts in Bonn geführt, seit dem 1. Januar 2007 beim Bundesamt für Justiz (BfJ).

## Gesetzliche Grundlage
Die Rechtsgrundlage für das ZStV bilden die §§ 492 bis 495 Strafprozessordnung (StPO) und die „Verordnung über den Betrieb des Zentralen Staatsanwaltschaftlichen Verfahrensregisters (ZStVBetrV)“.
Die „Präzisierung der Organisatorisch-technischen Leitlinien“ wurde am 7. November 1996 mit Version 1.0 gestartet
und liegt seit 20. November 2015 als Version 3.8 vor.

## Aufgaben
Alle Ermittlungsverfahren bei den Staatsanwaltschaften und in steuerstrafrechtlichen Angelegenheiten diesen gleichgestellten Finanzbehörden werden beim ZStV gespeichert. Mittels dieser Informationen ist eine effektivere Strafverfolgung möglich. Die Strafverfolgungsbehörden erhalten durch das Register Erkenntnisse über laufende oder abgeschlossene Strafverfahren gegen denselben Täter im Bundesgebiet (Mehrfachtäter) und können überörtlich handelnde Täter erkennen. Durch die zentrale Speicherung der Daten werden Doppelverfahren vermieden und es können Sammelverfahren gebildet werden. Das ZStV gibt außerdem einen Überblick über die Erledigung der Ermittlungs- bzw. Strafverfahren und unterstützt die Justiz somit bei der Frage des tat- und schuldangemessenen Verfahrensabschlusses.

## Inhalt
Das ZStV beinhaltet die Beschuldigtendaten, die ermittelnde Polizeibehörde, die zuständige Staatsanwaltschaft (bzw. Finanzbehörde) und das Aktenzeichen. Angaben über die Tatzeit, den Tatvorwurf und den Tatort werden ebenso gespeichert wie Angaben über die Erledigung des Ermittlungs- bzw. Strafverfahrens und die Schadenshöhe.

## Auskunft
Auskunft erhalten Staatsanwaltschaften, die in steuerstrafrechtlichen Angelegenheiten den Staatsanwaltschaften gleichgestellten Finanzbehörden und Finanzbehörden in Ermittlungsverfahren nach § 402 Abgabenordnung. Steuer- und Zollfahndungsdienststellen, soweit diese im Einzelfall strafverfolgend tätig sind, Polizei, Verfassungsschutzbehörden des Bundes und der Länder, das Bundesamt für den Militärischen Abschirmdienst, Bundesnachrichtendienst sowie Waffenbehörden (§ 5 Abs. 5 Nr. 2 Waffengesetz) und Sprengstoffbehörden (§ 8a Abs. 5 Nr. 2 Sprengstoffgesetz) können ebenfalls Einsicht nehmen. Betroffene erhalten gemäß § 9 ZstVBetrV im Grundsatz Auskunft nach §§ 55 bis 61 des Bundesdatenschutzgesetzes, allerdings nur über Verfahren, deren Einleitung schon 6 Monate zurückliegt. Die Zentralstelle für Finanztransaktionsuntersuchungen (FIU) kann nach § 31 Abs. 4a des Geldwäschegesetzes im automatisierten Verfahren die zur operativen Analyse von Verdachtsmeldungen erforderlichen Daten aus dem ZStV abrufen.

## Löschung
Die Löschung der gespeicherten Daten richtet sich nach § 5 ZStVBetrV, welcher auf § 494 Abs. 1 bis 3 StPO verweist. Eintragungen im ZStV werden sinngemäß bei Strafverfahren, die mit einem Urteil (ohne Freispruch) enden, sofort mit Eintragung der Urteilsdaten im Bundeszentralregister gelöscht. Bei Strafbefehlen gilt dies entsprechend, sobald diese rechtskräftig werden. Endet das Verfahren mit Freispruch oder wird es nicht nur vorläufig eingestellt, werden die Daten zwei Jahre nach Erledigung des Strafverfahrens gelöscht, es sei denn, vor Eintritt der Löschungsfrist wird ein weiteres Verfahren zur Eintragung in das Verfahrensregister mitgeteilt.

## Technische Durchführung
Seit Dezember 2008 werden Entwicklung und Pflege des ZStV sowie die damit zusammenhängende Beratung von der Bonner Niederlassung der USU Software AG durchgeführt. USU AG hatte bei einer Ausschreibung den Zuschlag für das Projekt erhalten, dessen ursprüngliche Laufzeit 36 Monate beträgt.

## Statistik
Bis 1. Oktober 2004 hat allein Sachsen-Anhalt 428.651 Registereinträge im ZStV bewirkt.
Der Gesamtdatenbestand des ZStV umfasst 11.436.854 Einträge.
Nach Abschätzungen des Bundesjustizamts von 2007 wird „davon ausgegangen, dass pro Jahr ca. 6 Mio. Mitteilungen im ZStV zu speichern sind. Bei einer durchschnittlichen Speicherdauer von etwa fünf Jahren ist mit einem Gesamtdatenbestand von ca. 30 Mio. Registereinträgen zu rechnen. Das tägliche Datenaufkommen wird auf ca. 24.000 Erstmitteilungen und ca. 48.000 Folgemitteilungen geschätzt. Die Gesamtzahl der zu bearbeitenden Auskunftsersuchen beläuft sich nach vorläufigen Schätzungen auf täglich 30.000.“